# Agssaussat
Agssaussat er et bjerg, 2140 m højt, på vestkysten af Grønland. Fjeldet ligger ved et knæk på Kangerlussuatsiaq (på dansk: Evighedsfjorden) kaldet Kangiussaq.